# Obliczenia rozproszone
Zasugerowano, aby zintegrować ten artykuł z artykułem system rozproszony (dyskusja). Nie opisano powodu propozycji integracji.
Obliczenia rozproszone (ang. distributed computing) – obliczenia, wykorzystujące współdzielenie zasobów obliczeniowych (np. pamięci komputerowej, mocy procesora). Często zasoby takie są rozproszone geograficznie.
W obliczeniach rozproszonych zadanie obliczeniowe poddane zostaje dekompozycji, np. na programy, procesy, procesory.
Przykładem obliczeń rozproszonych są obliczenia na klastrach, w szczególności heterogenicznych. 
Szczególną popularnością wśród użytkowników Internetu cieszą się projekty, w których użytkownicy udostępniają odpłatnie bądź nieodpłatnie moc obliczeniową swoich komputerów firmom prywatnym, instytucjom naukowym, rządowym lub osobom prywatnym. Obliczenia te opierają się na modelu klient-serwer. Użytkownik instaluje oprogramowanie (klienta), który pobiera dane (np. zadany przedział liczb, zbiór cząsteczek itp.) z serwera w celu ich przetworzenia. Po przetworzeniu pobranych danych klient przesyła serwerowi wyniki przeprowadzonych obliczeń, a następnie pobiera od serwera kolejne dane do przetworzenia.